# Protein ribosome 60S L38
Protein ribosome 60S L38 là một protein mà con người được mã hóa bởi gen RPL38.

## Gen
Gen RPL38 ở người nằm trên vai dài của nhiễm sắc thể 17 tại 17q25.1. Gen gồm năm exon trải ra trên một khoảng cách 6223 bp. 213 khung đọc mở nucleotide mã hóa một protein gồm 70 amino acid. Các biến thể ghép nối thay thế đã được xác định, cả hai biến thể này cung mã hóa một protein. Như là điển hình cho các gen mã hóa protein ribosome, có nhiều gen giả của gen này được nhân lên và phát tán khắp bộ gen, bao gồm cả một gen nằm trong vùng promoter của gen thụ thể angiotensin II type 1.

## Chức năng
Ribosome, phức hợp mà xúc tác cho quá trình tổng hợp protein, bao gồm một tiểu đơn vị 40S nhỏ và một tiểu đơn vị 60S lớn. Các tiểu đơn vị này bao gồm bốn loại RNA và khoảng 80 protein riêng biệt về mặt cấu trúc. Gen RPL38 này mã hóa một protein ribosome là thành phần của tiểu đơn vị 60S. Protein thuộc họ L38E của các protein ribosome và nó nằm trong tế bào chất.

## Di truyền
Mất một đoạn khoảng 18kbp, bao gồm toàn bộ locus Rpl38 là lý do cho kiểu hình đuôi ngắn (Ts) trong chuột đột biến. Ở trạng thái đồng hợp tử, chuột Ts chết trong khoảng 3-4 ngày mang thai. Ts/+ phôi dị hợp tử trải qua thiếu máu và phát triển dị dạng xương. Trong thời kỳ mang thai, có khoảng 30% các dị hợp tử chết. Chuột mang Ts dị hợp tử còn sống sót thể hiện những dị dạng nhiều kiểu như đuôi ngắn, xoắn và nhiều loại khác. Chúng cũng nặng ít hơn so với những người con cùng loại kiểu dại nhưng có tuổi thọ bằng những con bình thường. Ngoài ra, chuột Ts phát triển mất khả năng truyền âm ngay sau khi gặp vấn đề về thính giác vào khoảng 3-4 tuần tuổi. Mất thính lực là kết quả của phát triển xương sai vị trí dọc theo sườn cửa sổ tròn ở bên ngoài ốc tai, lắng đọng lớn các tinh thể cholesterol trong khoang tai giữa, một ống Eustachian mở rộng và bị viêm tai giữa mãn tính với tràn dịch.
Trong Drosophila melanogaster, các alen mất chức năng của RPL38, gây ra sự mất sinh sản phôi ở đồng hợp tử và gây chậm lớn và lông ngắn ở thể dị hợp tử. Do tính chất đơn bội thiếu của đột biến, kiểu hình được thừa hưởng như một tính trạng trội.
Ở người, các đột biến trong protein ribosome gây ra bệnh thiếu máu Diamond-Blackfan. Tuy nhiên, chưa có bệnh nào liên quan đến đột biến ở người RPL38.